# Рамштайн (авіабаза)
База Повітряних сил (ПС) США «Рамштайн» (англ. Ramstein AB / RAB) — найбільша повітряна база ЗС США у Європі біля міста Рамштайн-Мізенбах землі Рейнланд-Пфальц, Німеччина. Тут розташоване Командування Американських Повітряних Сил у Європі (англ. United States Air Forces in Europe — USAFE) та Союзне Повітряне Командування «Рамштайн» НАТО (англ. Allied Air Command Ramstein). Один з найбільших військових об'єктів НАТО у Європі, де перебуває 35 тис. військових і 6.0 тис. цивільних (2004). Найбільший об'єкт з персоналом США за межами Сполучених Штатів. У розташованому поряд Кайзерслаутерні живе 50 тис. американців, що пов'язані з базою (2011).

## Історія

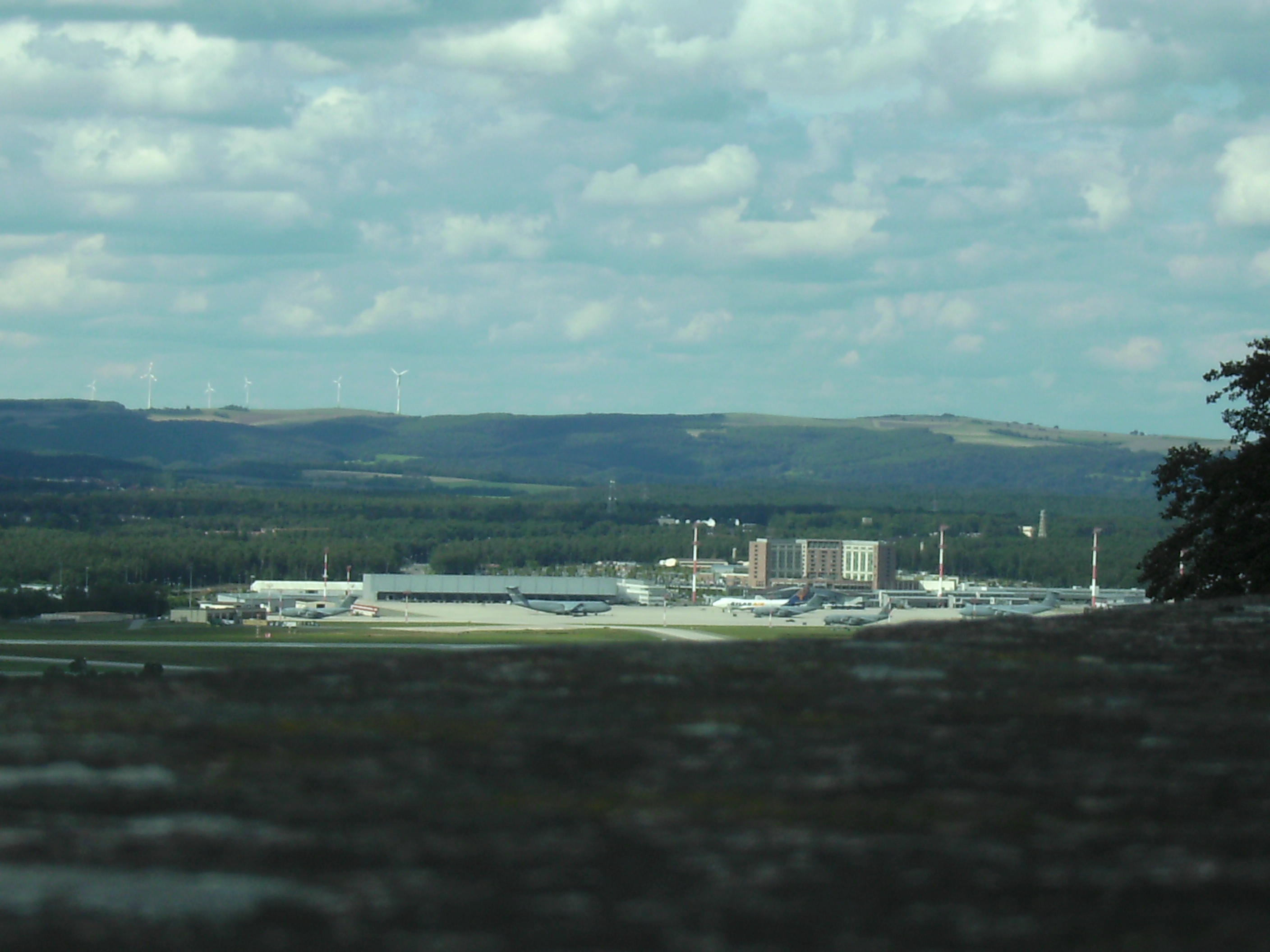
Центральні будівлі і злітно-посадкова смуга

Під час Другої світової війни Люфтваффе використовувала Райхсбан (фрагмент шосе) неподалік Рамштайна як злітну смугу для військових літаків. Після завершення війни цю локацію використовували військові США. З квітня 1951 року американці разом з французами, в окупаційній зоні яких знаходилась база, почали її розширювати. У південній частині біля Ландштуль знаходилось летовище, а у північній командування та адміністрація. Їх об'єднали 1 грудня 1957 року у Базу ПС «Рамштайн-Ландштуль» (згодом База ПС «Рамштайн»). Тут базувались винищувачі Republic F-84 Thunderjet і F-4 Phantom.
З 1971 року тут розмістили транспортні літаки Аеромобільного Командування (англ. Air Mobility Command (AMC)). У березні 1973 року сюди перенесли штаб-квартиру ПС США у Європі (англ. United States Air Forces in Europe (USAFE)). 28 червня 1974 року на базі створили штаб-квартиру Союзних ПС Центральної Європи (англ. Allied Air Forces Central Europe (AAFCE), реформоване згодом у Союзне повітряне Командування «Рамштайн».
У 1994 році із бази було виведено винищувачі F-16. У грудні 2005 року на базі утримували запідозрених у тероризмі в'язнів ЦРУ. Після закриття 31 грудня 2005 року бази ПС США Райн-Майн біля Міжнародного летовища Франкфурта-на-Майні база «Рамштайн» стала Головною операційною базою ПС США у Європі. Біля другої ЗПС збудували пасажирський і вантажний термінали, адмінбудівлі. У час війни з Іраком сюди привозили поранених солдат, яких відправляли у шпиталь Ляндштуль. У березні 2003 року — квітні 2006 року військові Бундесверу перевіряли вантажні літаки. У майбутньому база ПС «Рамштайн» має стати центром балістичної системи протиракетної оборони НАТО.

### Головне командування ЗС США «Африка»
2013 року в пресі з'явились статті про розміщення 2003 року на базі «Рамштайн» одного з п'яти центрів глобального управління безпілотниками (англ. Distributed Common Ground System 4“ (DGS-4)), які використовуються в Африці, Пакистані, на Близькому Сході створеним 2008 року Головним командуванням ЗС США «Африка» (англ. „United States Africa Command). За цими даними, на Базі ПС «Рамштайн» отримують фотографії з безпілотників, які передаються на базу ПС Голломан у Нью-Мексико (англ. Holloman Air Force Base, New Mexico), або база ретранслює сигнали управління для безпілотників. Так, система «Ґільґамеш» (англ. Gilgamesh-System) дозволяє з точністю до метра визначати місцеположення підозрюваних у тероризмі за мобільним телефоном.
Під час візиту до Німеччини 19 червня 2013 року президент США Барак Обама заперечив, що база «Рамштайн» була відправною точкою для безпілотників.

### Антиросійська коаліція
На авіабазі «Рамштайн» 26 квітня 2022 року відбулося засідання міжнародної Консультативної групи з питань оборони України та протидії Росії, яку скликав міністр оборони США Ллойд Остін для синхронізації та координації військової допомоги Україні у війні з Росією. Участь у заході взяли керівники оборонних відомств 42 країн світу. В засіданні брав участь міністр оборони України Олексій Резніков.
Країни-учасниці домовилися про фінансову допомогу Україні та постачання «важкої» зброї. Також вони дозволили Україні завдавати удари по стратегічних об'єктах РФ західною зброєю. Наступні зустрічі планується проводити щомісячно.
Ця зустріч вважається світовими політичними оглядачами заснуванням Антиросійської (антипутінської) коаліції на кшталт Антигітлерівській коаліції під час Другої світової війни. За своєю історичною роллю вона порівнюється з Тегеранською конференцією 1943.

## Інциденти

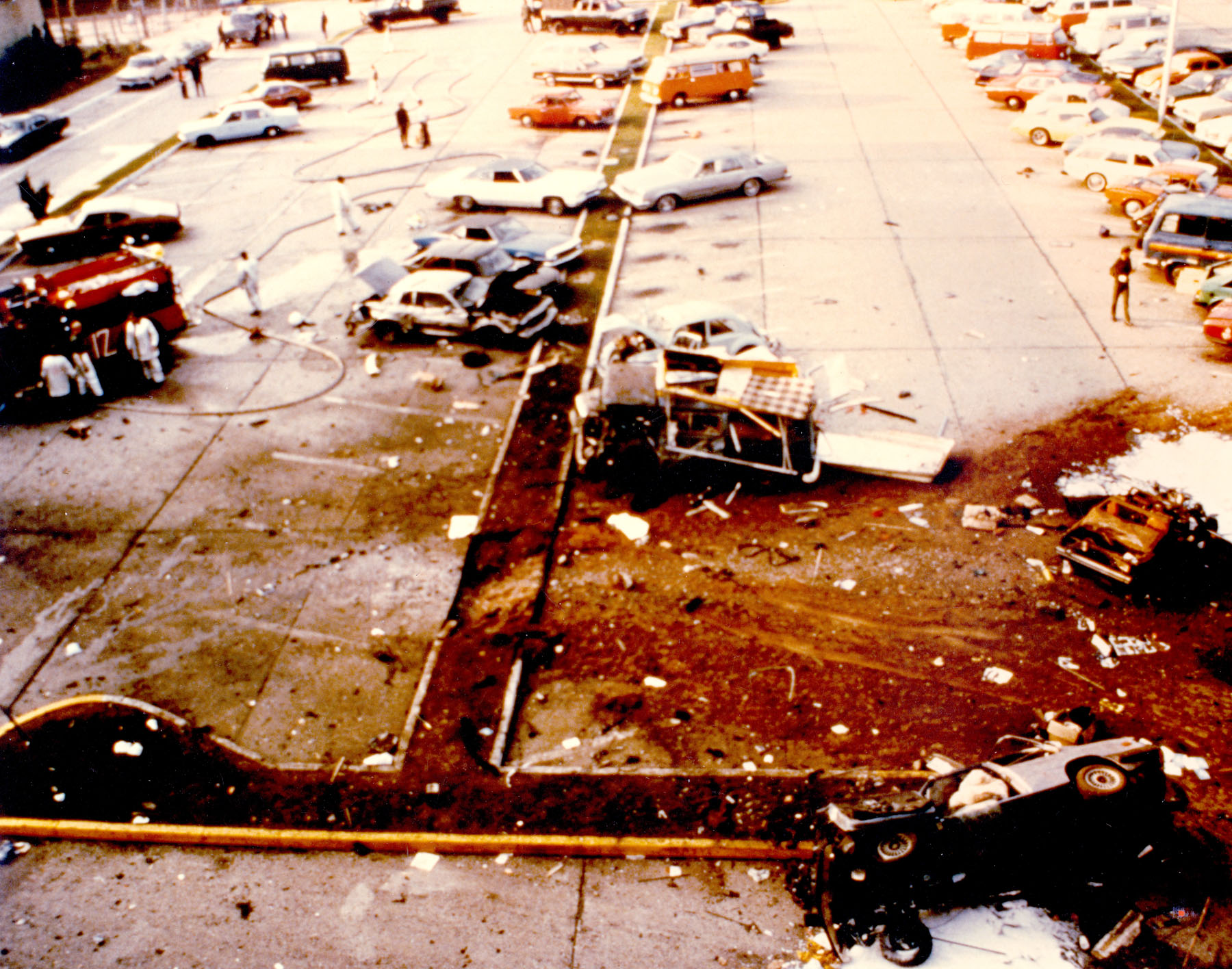
Наслідки вибуху бомби. 1981

- 31 серпня 1981 року на базі члени Фракції Червоної Армії організували теракт, внаслідок чого було важко поранено 12 осіб.
- 28 серпня 1988 року під час щорічного авіашоу у повітрі зіткнулось 3 літаки Aermacchi MB-339 італійської пілотажної групи Frecce Tricolori, уламки яких впали на глядачів. Відразу загинуло 35 осіб, згодом до 35 померло у лікарні, було поранено декілька сотень глядачів. Німецький метал-гурт Rammstein довгий час відмовлявся, що його перша назва Rammstein Flugschau походить від цієї трагедії.
- 29 серпня 1990 року на базі розбився військово-транспортний літак Lockheed C-5 Galaxy. Загинуло 13 з 17 членів екіпажу.

## Тактико-технічні дані

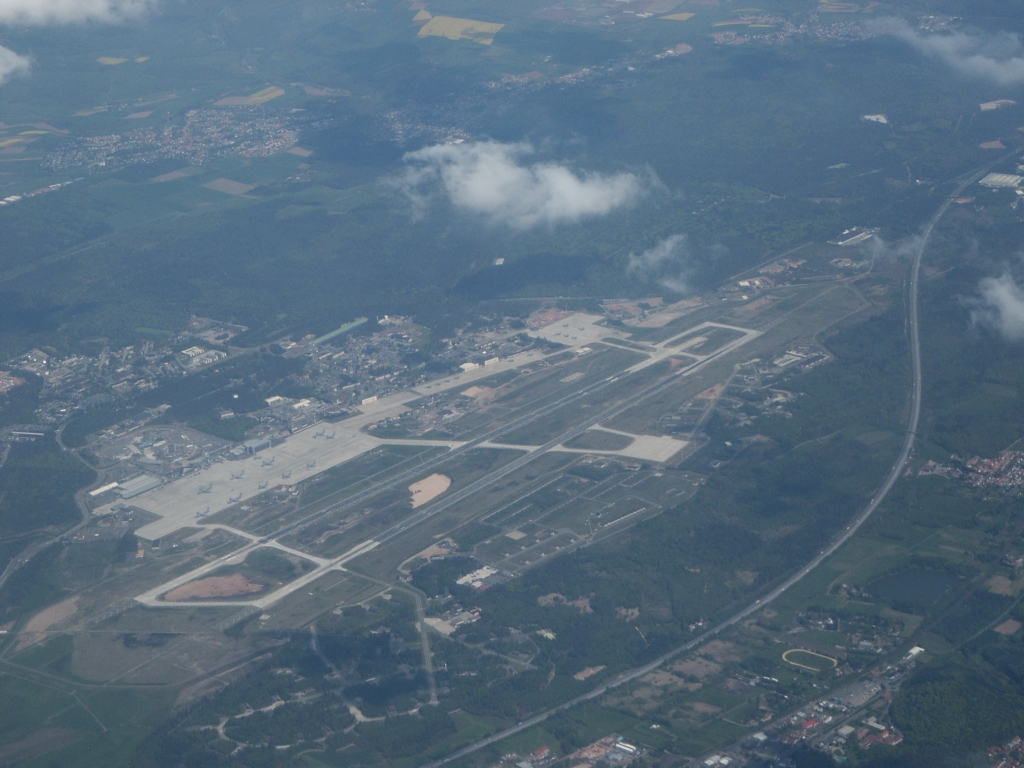
Вигляд з повітря

База має дві злітно-посадкові смуги з асфальтним покриттям — 08/26 довжиною 3200 м × 45 м і 09/27 довжиною 2830 м × 45 м. Площа бази 1400 га. База використовується як вузол перевезення військових вантажів, персоналу та його евакуації з розміщеної поряд найбільшої лікарні за межами США (англ. Landstuhl Regional Medical Center).
База була однією з двох у Німеччині, де США зберігали до 216 ядерних зарядів. На базі, імовірно, зберігалось до 130 ядерних авіабомб 130 типу B-61-3 і B-61-4 (до 2005), що робило її найбільшим ядерним арсеналом на базах Європи. За даними преси на базі плануються операції безпілотників проти терористів Африки, Близького Сходу.
На базі розміщено:
- 86 повітряне крило ПС США (англ. 86th Airlift Wing);
- 435 повітряне крило (англ. 435th Air Base Wing);
- 521 крило аеромобільних операцій (англ. 521st Air Mobility Operations Wing);
- Центр компетенції з протиповітряної та протиракетної оборони наземного базування (CC SBAMD).

На базі знаходиться персонал ПС Канади, Німеччини, Великої Британії, Франції, Бельгії, Польщі, Чехії, Норвегії, Данії, Нідерландів.

## Галерея

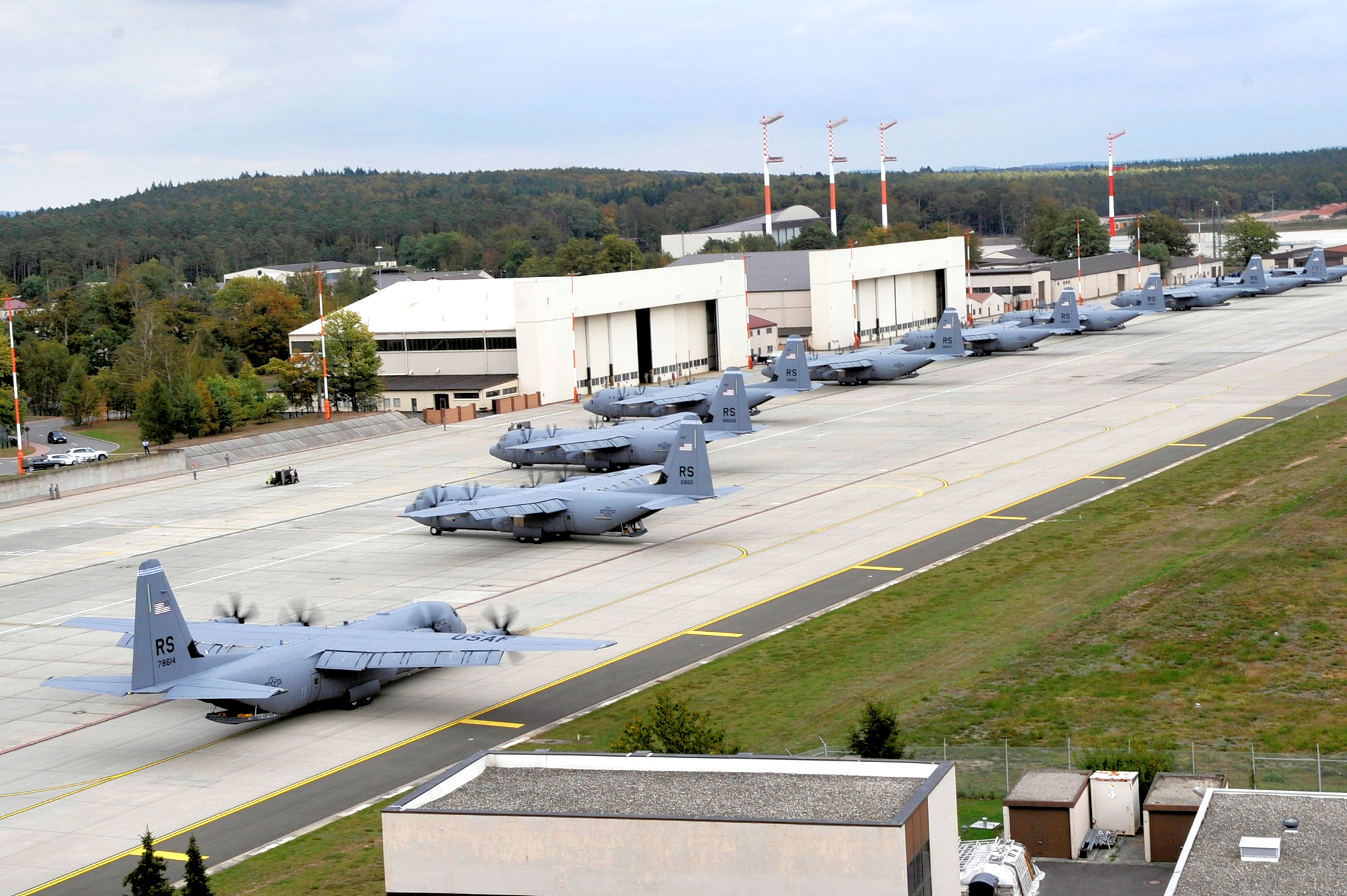
Ескадрон літаків C-130J Super Hercules, 2011 р.
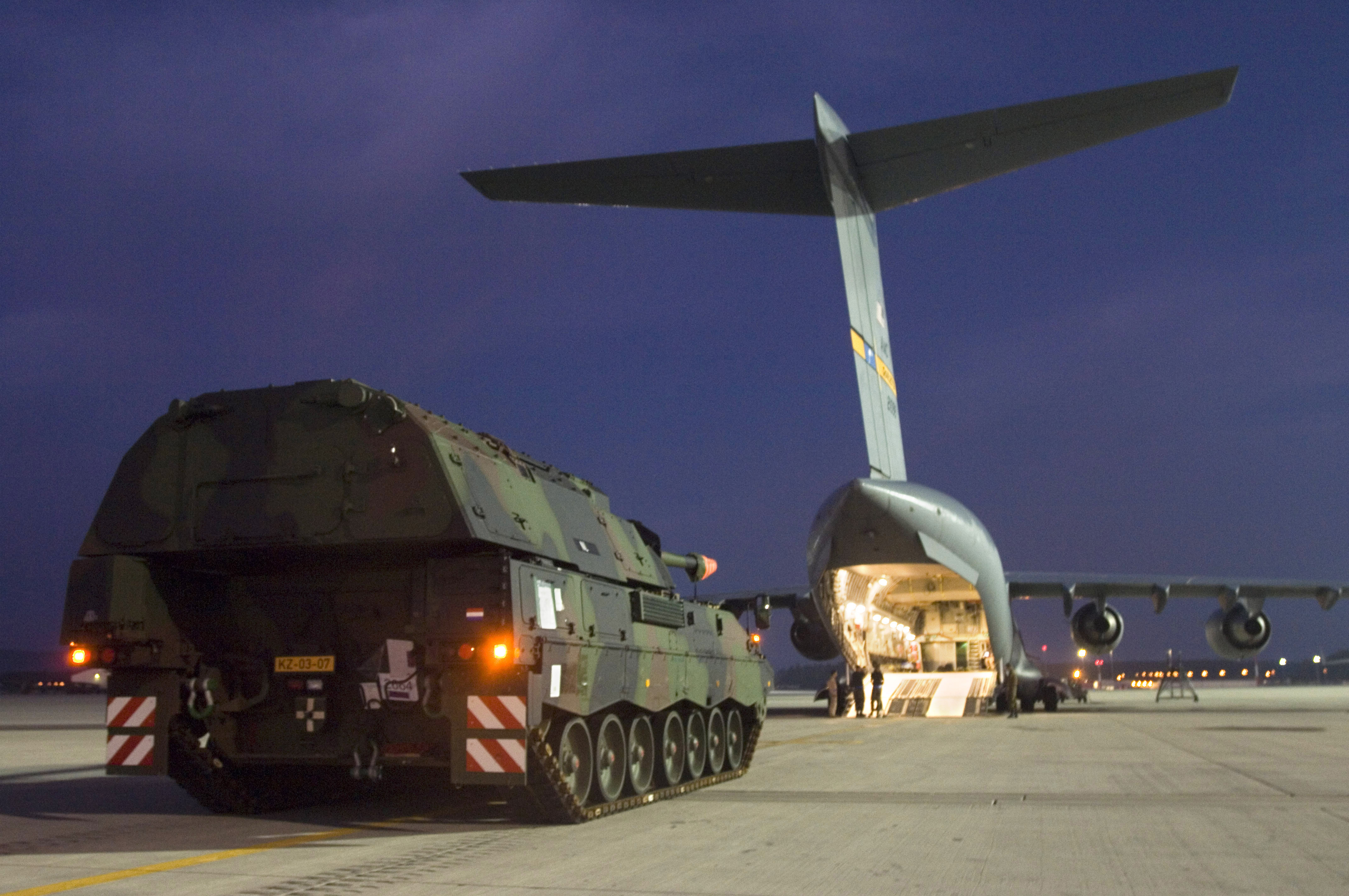
Завантаження самохідної гаубиці в літак, 2006 р.
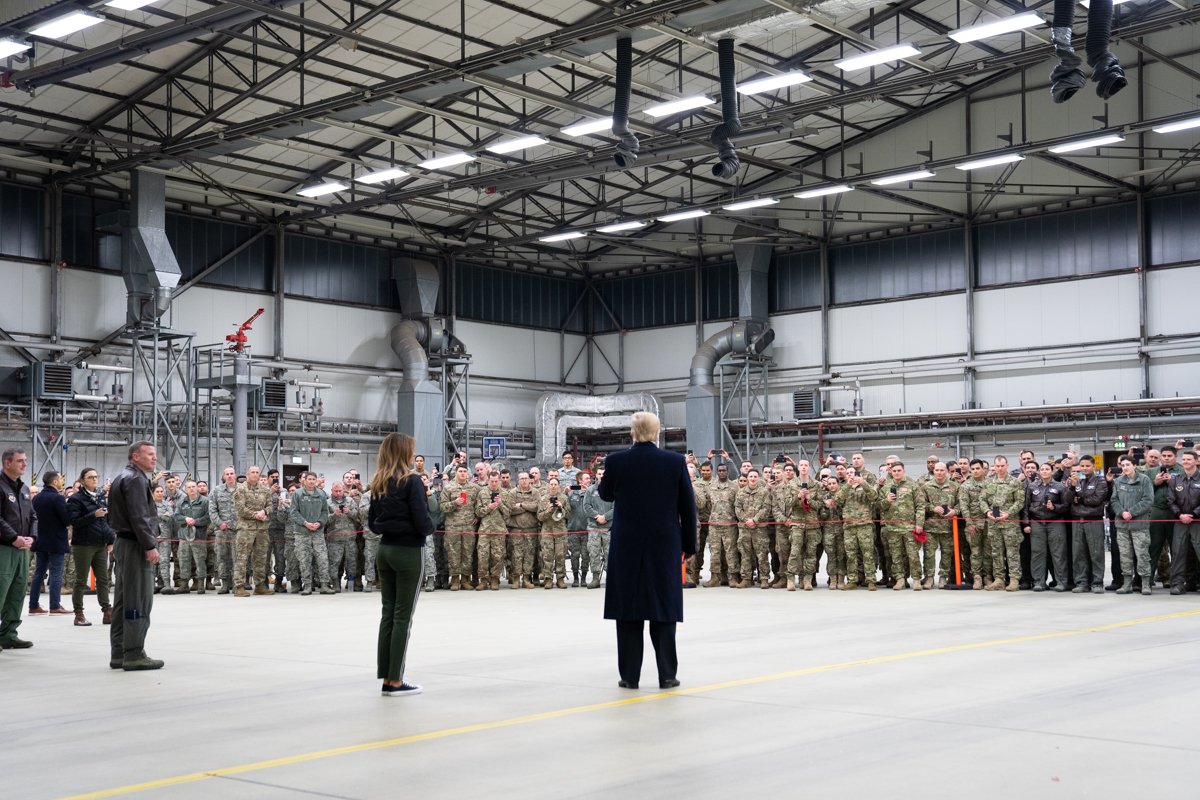
Президент США Дональд Трамп перед персоналом бази, 2018 р.
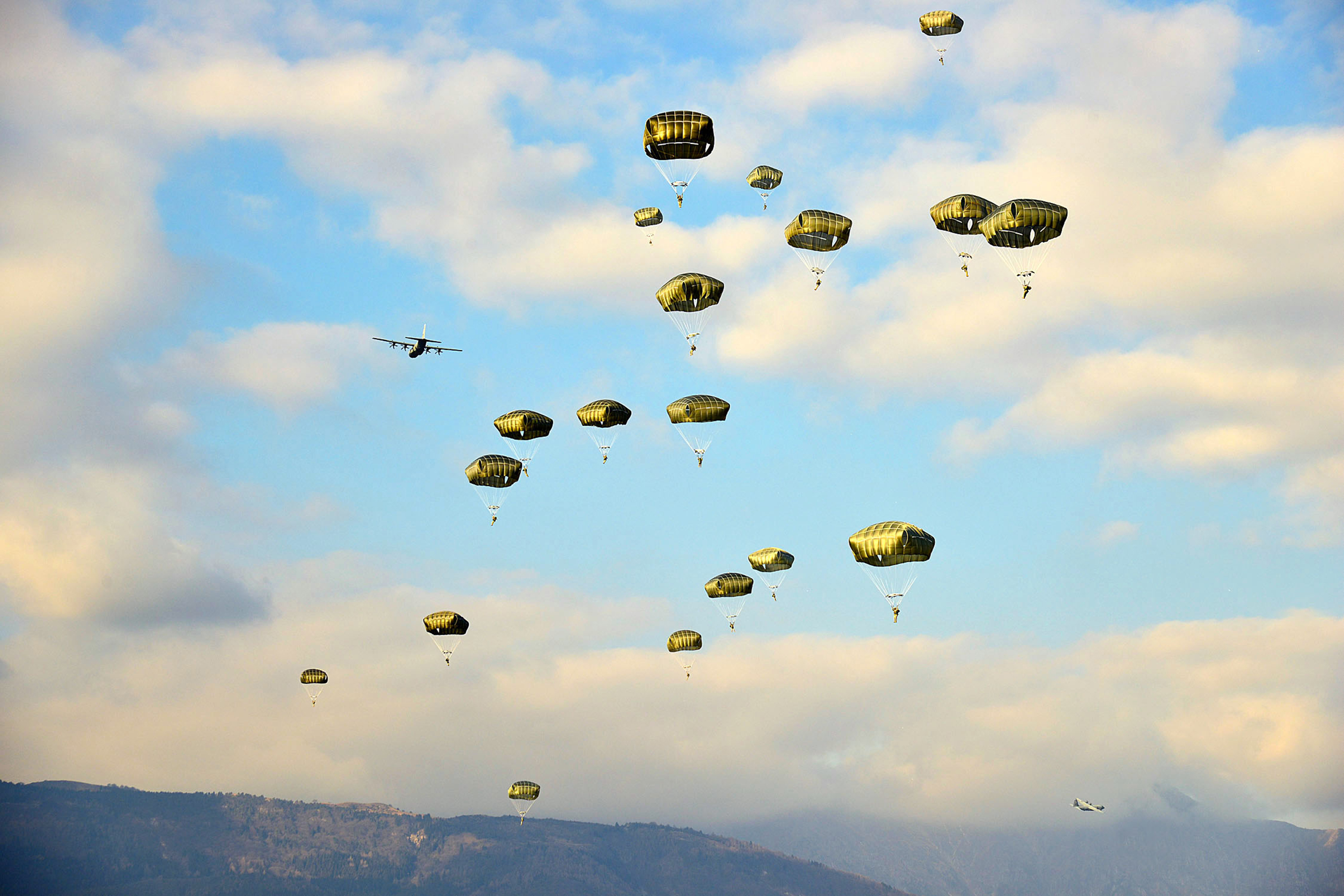
Десантники-парашутисти над базою, 2015 р.
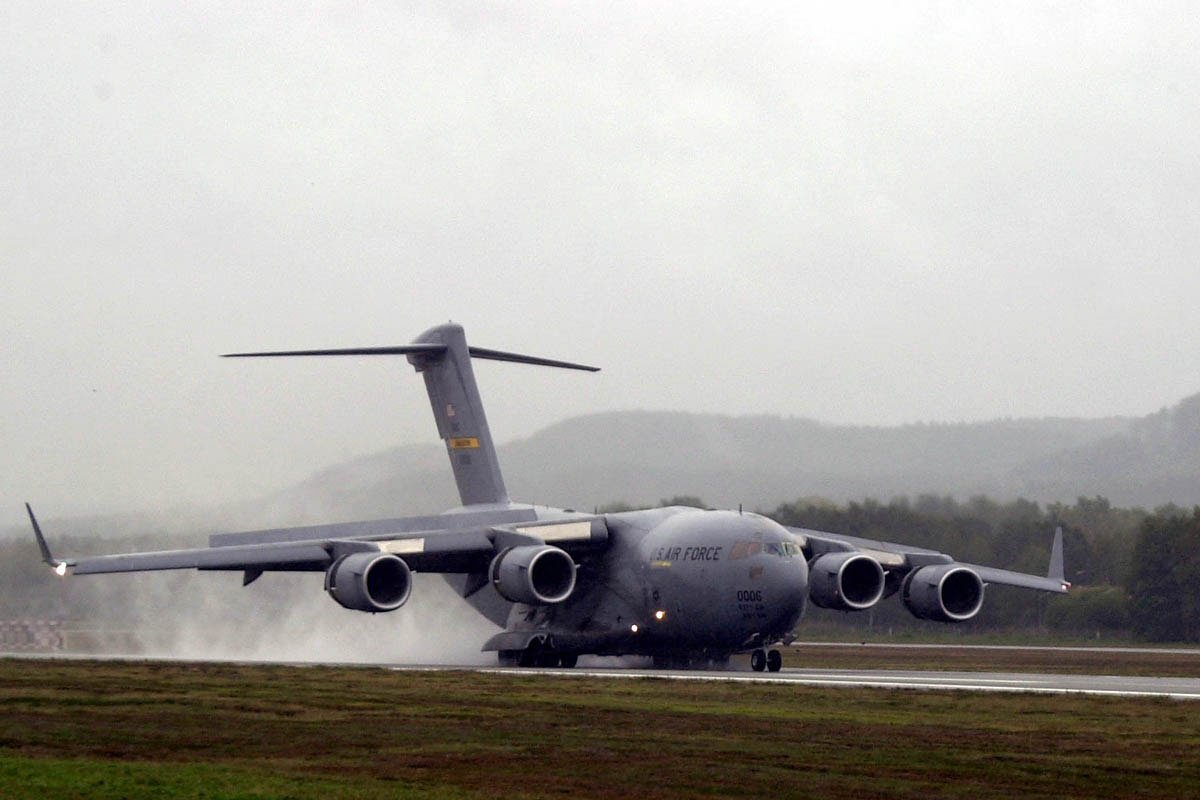
Літак C-17 на базі «Рамштайн»
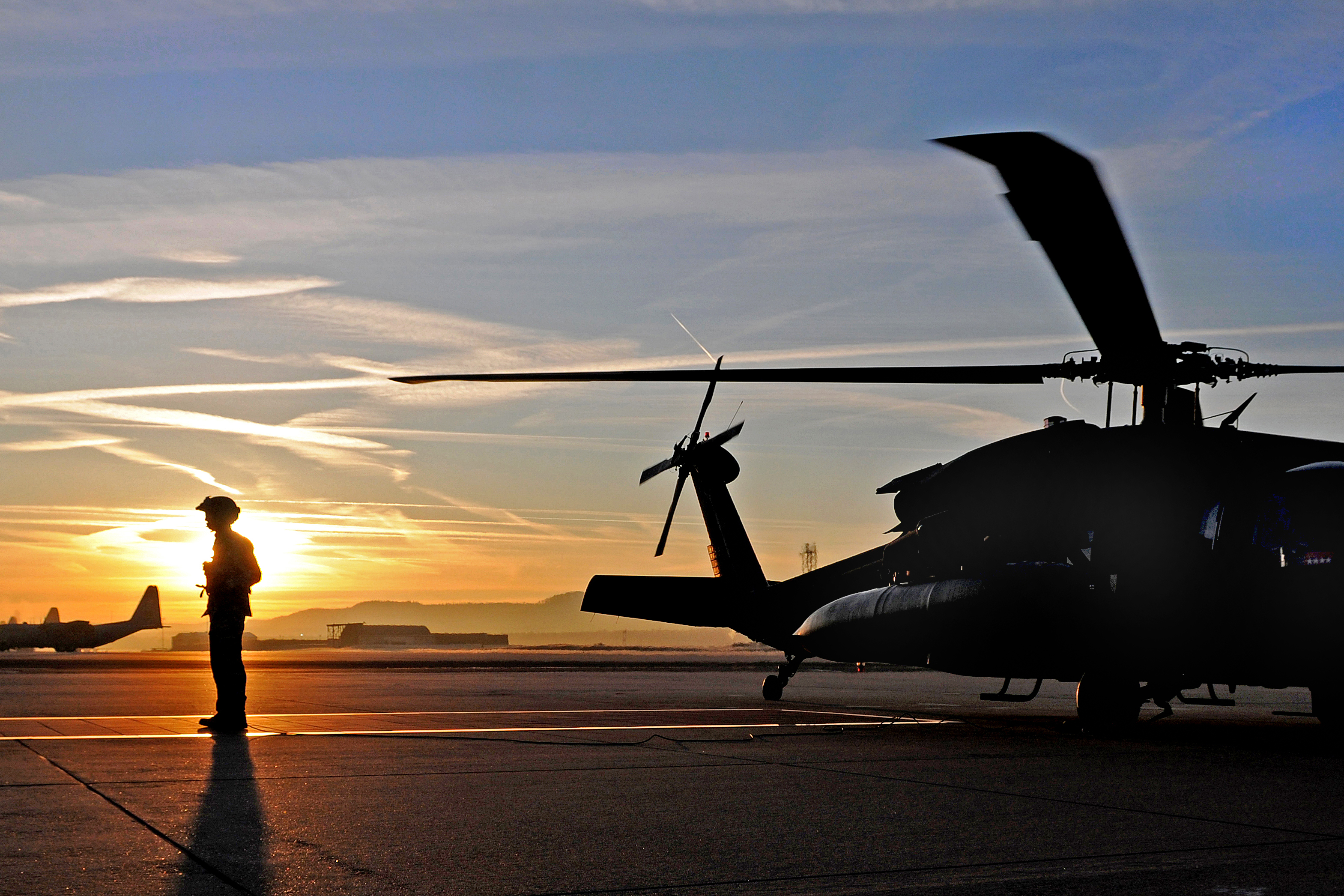
Загальна панорама бази «Рамштайн»